# ویندوز: مجله رسمی
ویندوز: مجله رسمی (به انگلیسی: Windows: The Official Magazine) یک مجله فناوری می‌باشد که توسط فیوچر پی‌ال‌سی و به کمک مایکروسافت، به صورت جهانی چاپ می‌شود. مجله خود را «مجلهٔ رایانه‌ای برای زندگی واقعی» عنوان کرده و شامل اخبار، راهنمایی‌ها، خصوصیت‌ها و بررسی‌هایی می‌شود تا باعث گردد خوانندگانش از رایانه شخصی خود بهتر استفاده کنند.
این مجله به خاطر بزرگ‌ترین مجله منتشر شده در تاریخ مشهور بوده و در یازده کشور به چاپ می‌رسد. ویندوز: مجله رسمی یک روز بعد از منتشر شدن ویندوز ویستا در بریتانیا، آمریکا، فرانسه، آلمان، اسپانیا، پرتغال، هلند، بلژیک (آلمانی زبان)، برزیل، آفریقای جنوبی و استرالیا شروع به کار کرد. همچنین این عنوان در اتریش، کانادا، دانمارک، ایتالیا، نروژ، سوئد، سویس، بحرین، بلژیک (فرانسوی زبان)، فنلاند، یونان، هنگ کنگ، هند، لیتوانی، موریس، نیوزلند، عمان، پاکستان، سنگاپور، اوکراین، تایوان و تایلند فروخته می‌شود.